# 果糖水
果糖水是朝鮮半島的傳統飲料。

## 歷史
起源於高丽时期，用梨、柚、石榴等放入蜂蜜水而制成，到了朝鲜王朝时期种类更加丰富，常用苹果、梨、西瓜、莓等制成。

## 現狀
平壤的清流馆和四季餐厅等餐廳有供應自制果糖水。